# Stark Ridge
Stark Ridge ist ein schmaler Gebirgskamm in der antarktischen Ross Dependency. In den Churchill Mountains erstreckt er sich vom östlichen Teil des Hunt Mountain über eine strecke von 17,5 km in nördlicher Richtung und biegt dann scharf in nordnordöstlicher Richtung zum Starshot-Gletscher ab. Der Gebirgskamm, der den Sivjee-Gletscher vom Mansergh-Schneefeld trennt, beinhaltet mehrere Gipfel.
Das Advisory Committee on Antarctic Names benannte ihn 2003 nach Antony A. Stark von Smithsonian Astrophysical Observatory, der von 1991 bis 2002 an Untersuchungen im Antarctic Submillimeter Telescope and Remote Observatory auf der Amundsen-Scott-Südpolstation beteiligt war.